# Óscar Gómez Sánchez
Óscar Gómez Sánchez (Lima, 1934 - Lima, 4 de març de 2008) fou un futbolista peruà de la dècada de 1950.
Pel que fa a clubs, defensà els colors d'Alianza Lima, River Plate i Gimnasia y Esgrima La Plata. Va jugar 26 partits amb el Perú i marcà 14 gols entre 1953 i 1959. Disputà el Campionat sud-americà de futbol de 1959 i les classificatòries pel Mundial 1958.
El seu germà Carlos Gómez Sánchez també fou futbolista.